# Krista Stadler

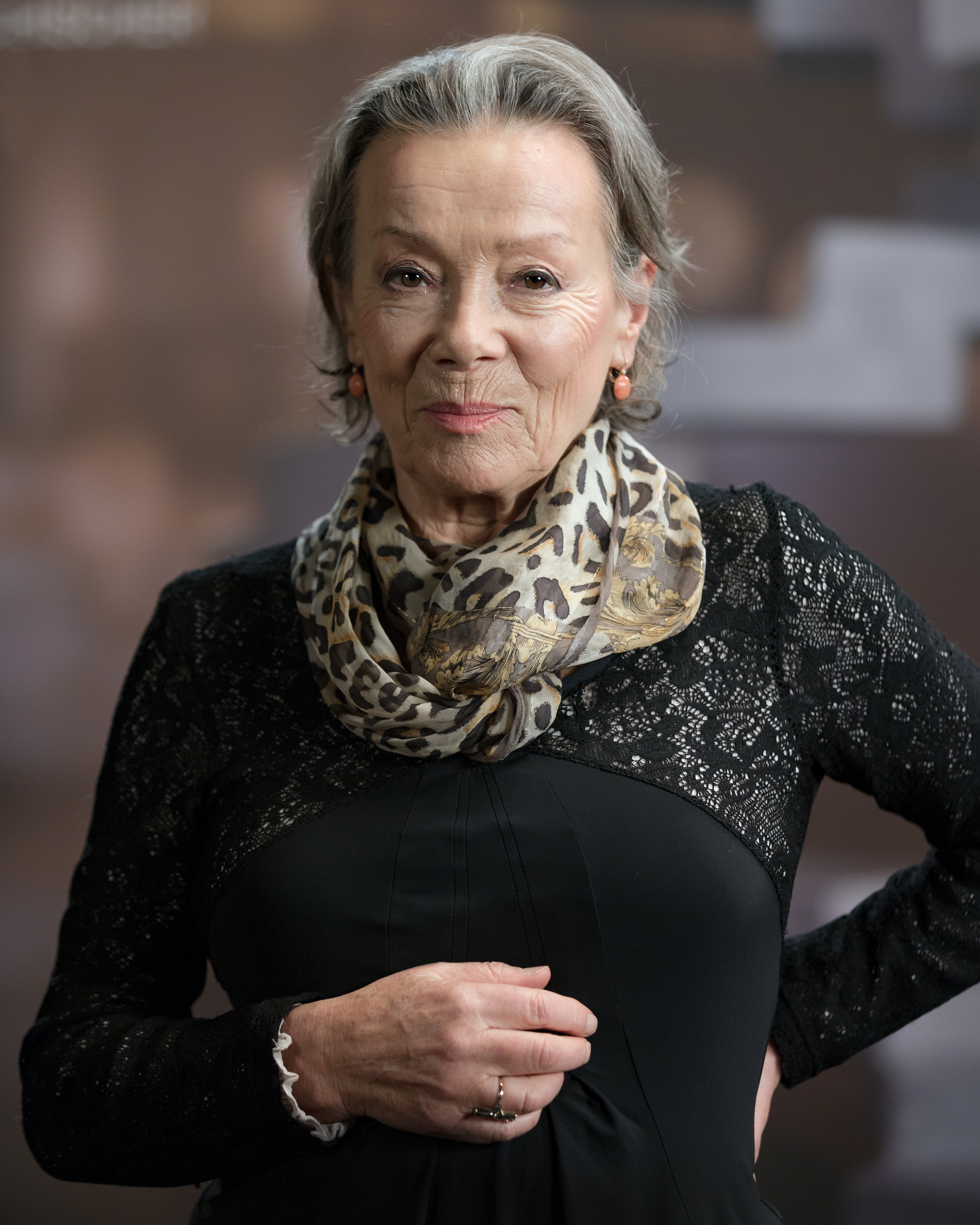
Krista Stadler (2017)

Krista Stadler (* 15. August 1942 in Wien) ist eine österreichische Schauspielerin.

## Leben und Karriere
Ihre Ausbildung absolvierte sie an der Schauspielschule von Helmuth Krauss und erhielt 1964 ihr erstes Engagement am Atelier-Theater, worauf weitere Bühnenstationen die Komödie Basel (1964–67), das Deutsche Theater (1968) und die Kleine Komödie in München (1968/69) waren.
Nach einer Pause von 1969 bis 1972 spielte sie am Theater an der Wien (ab 1973), Theater in der Josefstadt (ab 1977), am Wiener Volkstheater (ab 1978) und bei den Salzburger Festspielen (ab 1979).
Des Weiteren ist sie seit den 1960er Jahren umfänglich in Film und Fernsehen tätig, wie z. B. in Géza von Cziffras Das süße Leben des Grafen Bobby oder in der Fernsehserie Lindenstraße der ARD, in der sie die Figur der Nina Winter verkörperte.
1979 erhielt sie den Bundesfilmpreis als beste Darstellerin für die Titelrolle in dem Film Lena Rais. Daraufhin war sie in vielen unterschiedlichen Serien, wie Das Kriminalmuseum, Tatort, Die Kommissarin oder SOKO Wien in Gastauftritten zu sehen. In Karin Brandauers Märchenverfilmung Aschenputtel wirkte sie zudem als böse Stiefmutter mit.
Stadler war von 1994 bis zu dessen Tod im Jahre 2000 mit dem deutschen Schauspieler Joachim Kemmer verheiratet.
Im September 2013 trat Krista Stadler zum ersten Mal mit einem Soloprogramm, welches den Titel „Nehmen Sie nichts persönlich!“ trug, auf.

## Auszeichnungen
- 2018: Goldenes Verdienstzeichen des Landes Wien[1]

## Filmografie (Auswahl)
- 1962: Das süße Leben des Grafen Bobby
- 1967: Die Verwundbaren
- 1968: Das Kriminalmuseum – Der Scheck
- 1974: Eine geschiedene Frau
- 1978: Wallenstein
- 1979: Lena Rais
- 1981: Nach Mitternacht
- 1983: Ringstraßenpalais (Fernsehserie)
- 1984: Wenn ich mich fürchte
- 1984: Tatort: Der Mann mit den Rosen (Fernsehreihe)
- 1985: Die Krimistunde (Fernsehserie, Folge 13, Episode: "Nachtwache")
- 1985: Lieber Karl
- 1986: Offene Zweierbeziehung
- 1987: Lindenstraße (Fernsehserie)
- 1988: Tatort: Spuk aus der Eiszeit
- 1989: Aschenputtel
- 1991: Die Strauß-Dynastie
- 1994: Hecht & Haie
- 1996: Wolffs Revier – Damendoppel
- 1996: Tödliche Wende
- 1997: Fröhlich geschieden
- 1999: Kommissar Rex – Der Vollmondmörder
- 2002: Fräulein Else
- 2003: Soraya
- 2004: Mein Mörder
- 2004: Hitlerkantate
- 2005: Inga Lindström – Entscheidung am Fluss
- 2007: Die Rosenkönigin
- 2008: Das Geheimnis des Königssees
- 2009: SOKO Wien (Fernsehserie, Folge Reise in die Vergangenheit)
- 2009: Der Fall des Lemming
- 2012: Mobbing
- 2012: Ein Sommer in Kroatien (Fernsehreihe)
- 2015: Krampus
- 2016: Das Geheimnis der Hebamme
- 2016: Der Urbino-Krimi: Die Tote im Palazzo
- 2016: Der Urbino-Krimi: Mord im Olivenhain
- 2016: Maikäfer flieg
- 2018: Dennstein & Schwarz – Sterben macht Erben
- 2019: Der beste Papa der Welt
- 2019: Dennstein & Schwarz – Pro bono, was sonst!
- 2020: Das Geheimnis der Freiheit
- 2021: Vienna Blood – Die traurige Gräfin (Fernsehreihe)
- 2022: Euer Ehren (Fernsehserie)
- 2022: Sachertorte

## Synchronisationen
Darüber hinaus war Stadler auch als Synchronsprecherin aktiv. Sie synchronisierte sich selbst in: 
- 2003: Soraya (als Mutter des Shah)
- 2015: Krampus als Omi

und Stefanie Powers in: 
- 1985: Die Zwillingsschwestern (als Sabrina Longworth / Stephanie Roberts)

## Dokumentarfilm
- Karin Brandauer. „Ich war nur natürlich“. Dokumentarfilm, Österreich 2002, Laufzeit: 15 Minuten, Buch und Regie: Krista Stadler, eine  Produktion des ORFs.